# Schoutedenius albogriseus
Schoutedenius albogriseus là một loài bọ cánh cứng trong họ Cerambycidae.